# 安东尼·迪马尔特雷
安东尼·迪马尔特雷（英語：Anthony Dumartheray，1988年8月2日—），瑞士男子羽毛球運動員。

## 簡歷
2012年，安东尼·迪马尔特雷參加荷蘭羽毛球大獎賽，與萨布丽娜·贾奎特合作打進混合雙打四強。
2013年8月，迪马尔特雷參加中國廣州舉行的世界羽毛球錦標賽，與萨布丽娜·贾奎特出戰混合雙打項目，首圈以2-0擊敗俄羅斯組合晉級，但在第二圈就以0比2（11-21、15-21）不敵2號種子、中國的张楠/赵芸蕾出局。

## 主要比賽成績
只列出曾進入準決賽的國際賽事成績：
| 年份   | 賽事                   | 公開賽級別 | 項目     | 拍檔            | 成績   |
| ------ | ---------------------- | ---------- | -------- | --------------- | ------ |
| 2010年 | 奧地利羽毛球國際挑戰賽 | 國際挑戰賽 | 混合雙打 | 萨布丽娜·贾奎特 | 準決賽 |
| 2011年 | 紐西蘭羽毛球國際挑戰賽 | 國際挑戰賽 | 混合雙打 | 萨布丽娜·贾奎特 | 準決賽 |
| 2012年 | 奧地利羽毛球國際挑戰賽 | 國際挑戰賽 | 混合雙打 | 萨布丽娜·贾奎特 | 亞軍   |
| 2012年 | 荷蘭羽毛球大獎賽       | 大獎賽     | 混合雙打 | 萨布丽娜·贾奎特 | 準決賽 |

| 2007-2017年 | 首要超級賽 | 超級賽 | 黃金大獎賽 | 大獎賽 | 國際挑戰賽 | 國際系列賽 | 未來系列賽 | 其他 |

| 2018-2026年 | 總決賽 | 超級1000賽 | 超級750賽 | 超級500賽 | 超級300賽 | 超級100賽 | 國際挑戰賽 | 國際系列賽 | 未來系列賽 | 其他 |

### 奧運會和世錦賽參賽紀錄
|          | 搭檔            | 2009 | 2010 | 2011 | 2012 | 2013 |
| -------- | --------------- | ---- | ---- | ---- | ---- | ---- |
| 混合雙打 | 萨布丽娜·贾奎特 | 48強 | 48強 | 48強 | －   | 32強 |